# Komitat Liptau
Das Komitat Liptó, auch Komitat Liptau genannt (dt. auch Liptauer Gespanschaft; ungarisch Liptó vármegye, lateinisch comitatus Liptoviensis, slowakisch Liptovská župa), war eine Verwaltungseinheit im Norden des Königreichs Ungarn. Verwaltungssitz war Liptószentmiklós.
Die gleichnamige Landschaft liegt heute in der Mittelslowakei. Ihr slowakischer Name Liptov wird jetzt als inoffizielle Bezeichnung für das Gebiet und als offizielle Bezeichnung einer Tourismusregion verwendet.

## Lage

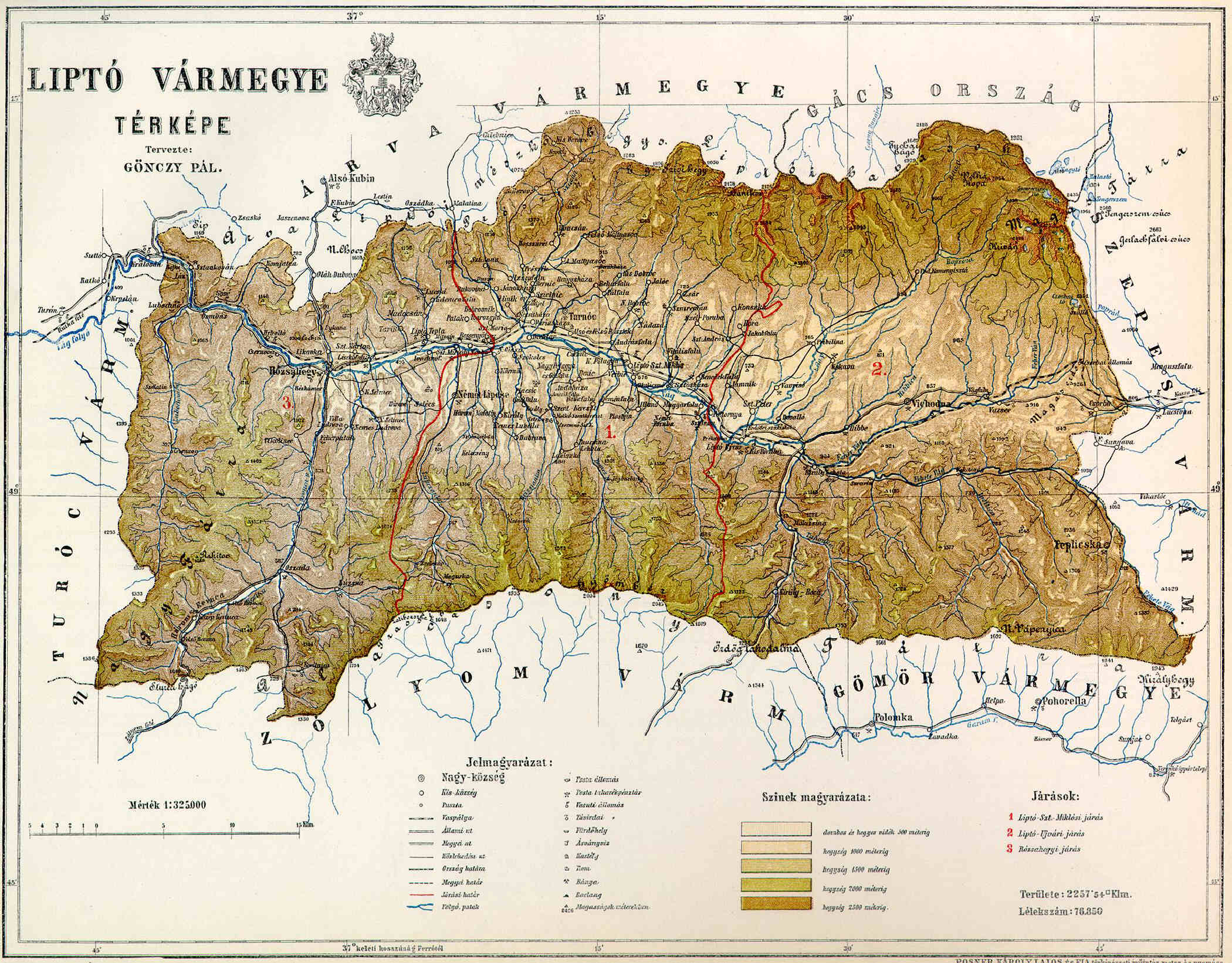
Karte des Komitats Liptó um 1890

Das Komitat Liptau grenzte im Nordosten an Polen (bzw. 1772–1918 an das österreichische Kronland Galizien), im Osten an das Komitat Zips (Szepes), im Südosten an das Komitat Gemer und Kleinhont (Gömör és Kis-Hont), im Südwesten an das Komitat Sohl (Zólyom), im Westen an das Komitat Turóc und im Nordwesten an das Komitat Árva.
Das Gebiet befindet sich in der Westtatra sowie südlich davon und ist weitgehend mit dem Gebiet der oberen Waag (bis zum Zusammenfluss der Waag mit der Orava), das heißt mit dem Liptauer Becken, identisch.
Die Wasserscheide zwischen der Waag (die durch Liptau fließt) und dem Hernád bildet die Grenze zwischen den Landschaften Liptau und Zips. Im Süden endet sie an den Gipfeln der Niederen Tatra, und im Westen endet die Liptau dort, wo die Kleine Fatra und die Große Fatra aufeinandertreffen.
Das Komitat Liptau hatte 1910 86.906 Einwohner auf einer Fläche von 2.246 km².

## Verwaltungssitze
Die Verwaltungssitze des Komitats waren die Burg Liptau (bei Szielnic) und nach deren Zerstörung im 15. Jahrhundert die Orte Liptószentmária und Németlipcse, seit 1677 war es dann Liptószentmiklós.

## Geschichte
Die Region ist als eines der historischen Komitate des Königreichs Ungarn in der Mitte des 13. Jahrhunderts durch Abspaltung vom Komitat Sohl entstanden.
Ende 1918 wurde das Komitats von tschechoslowakischen Truppen besetzt und kam durch den Vertrag von Trianon 1920 zur neu entstandenen Tschechoslowakei.
1939, kurz vor dem Beginn des Zweiten Weltkriegs, nachdem die Tschechoslowakei aufgelöst worden war, wurde die Liptau ein Teil der unabhängigen Slowakei. Nach dem Krieg wurde die Tschechoslowakei wiederhergestellt und 1993 wieder aufgelöst.
Das Gebiet des Komitats wurde chronologisch wie folgt administrativ eingegliedert:
- 1918–1922: Liptovská župa (Liptauer Gespanschaft), CS
- 1923–1928: Podtatranská župa (Tatraer Gespanschaft), CS
- 1928–1939: Slovenská krajina/zem (Slowakisches Land), CS
- 1940–1945: Tatranská župa (Tatraer Gespanschaft), SK
- 1945–1948: Slovenská krajina (Slowakisches Land), CS
- 1949–1960: Žilinský kraj (Silleiner Landschaftsverband – mit dem heutigen nicht zu verwechseln), CS
- 1960–1990: Stredoslovenský kraj (Mittelslowakischer Landschaftsverband), CS
- seit 1996: Žilinský kraj (Silleiner Landschaftsverband), SK

## Bezirksunterteilung

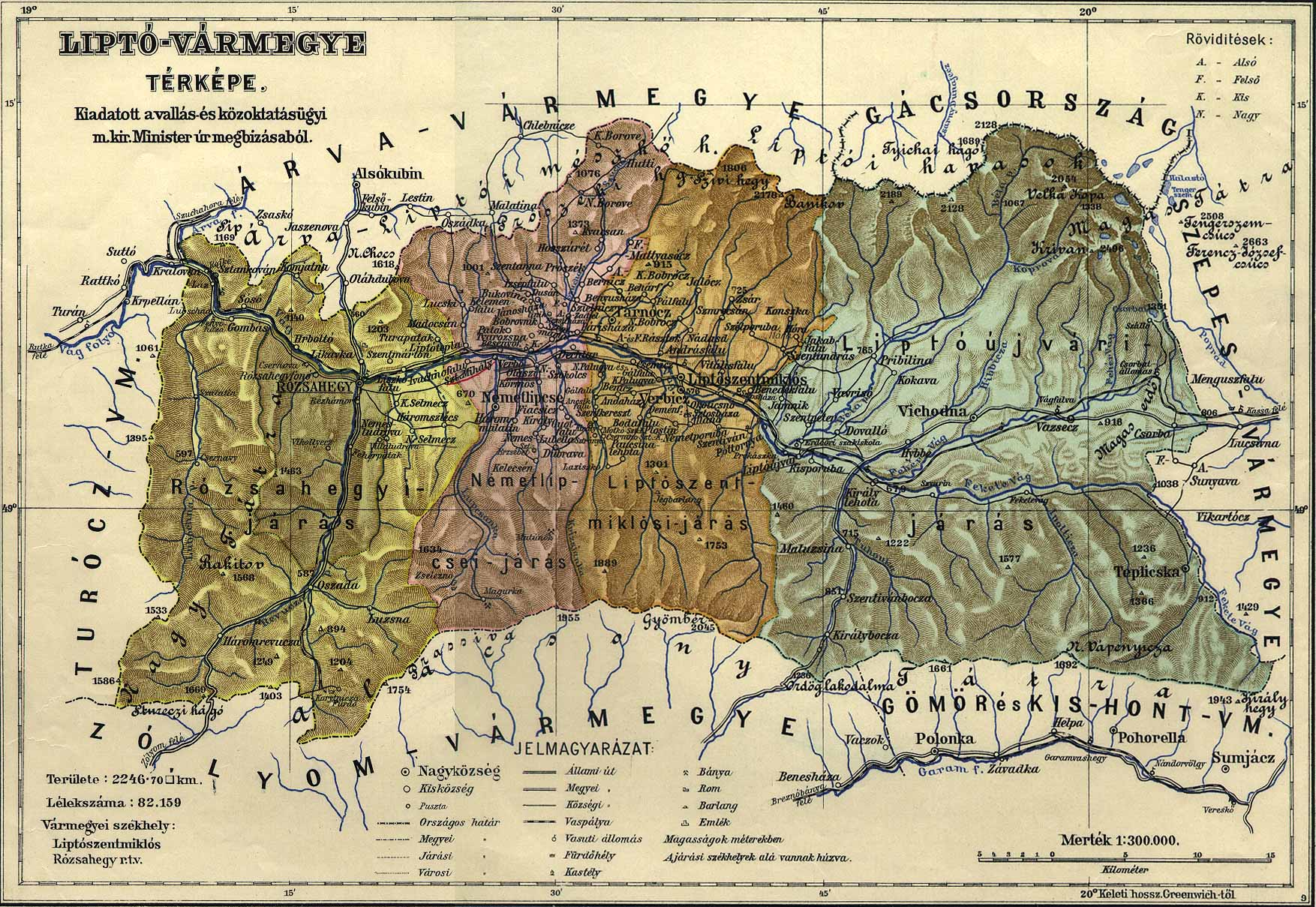
Administrative Karte

Das Komitat bestand im frühen 20. Jahrhundert aus folgenden Stuhlbezirken (nach dem Namen des Verwaltungssitzes benannt):
| Stuhlbezirke (járások)                | Stuhlbezirke (járások)                    |
| Stuhlbezirk                           | Verwaltungssitz                           |
| ------------------------------------- | ----------------------------------------- |
| Liptószentmiklós                      | Liptószentmiklós, heute Liptovský Mikuláš |
| Liptóújvár                            | Liptóújvár, heute Liptovský Hrádok        |
| Németlipcse                           | Németlipcse, heute Partizánska Ľupča      |
| Rózsahegy                             | Rózsahegy, heute Ružomberok               |
| Stadtbezirk (rendezett tanácsú város) |                                           |
| Rózsahegy, heute Ružomberok           |                                           |

Politisch gehört die Gegend heute zum Landschaftsverband Sillein (Žilinský kraj). Größere Städte sind Ružomberok (Rosenberg), Liptovský Mikuláš (Liptau-Sankt Nikolaus) und Liptovský Hrádok.